# Moscou Cup
La Moscou Cup (nommée auparavant Mayor Cup de 2005 à 2014 inclus) est une course cycliste russe disputée à Moscou. Créée en 2005, elle fait partie de l'UCI Europe Tour depuis sa création, en catégorie 1.2. Il est par conséquent ouvert aux équipes continentales professionnelles russes, aux équipes continentales, à des équipes nationales et à des équipes régionales ou de clubs. Les UCI ProTeams (première division) ne peuvent pas participer.

## Palmarès
| Année      | Vainqueur         | Deuxième            | Troisième              |
| ---------- | ----------------- | ------------------- | ---------------------- |
| Mayor Cup  |                   |                     |                        |
| 2005       | Ivan Terenine     | Alexander Gottfried | Normunds Lasis         |
| 2006       | Normunds Lasis    | Aleksejs Saramotins | Eduard Vorganov        |
| 2007       | Denis Galimzyanov | Alexander Mironov   | Aleksejs Saramotins    |
| 2008       | Timofey Kritskiy  | Anatoliy Yugov      | Evgeny Reshetko        |
| 2009       | Mikhail Antonov   | Valery Valynin      | Sergey Shcherbakov     |
| 2010       | Žolt Der          | Alexander Porsev    | Ivan Kovalev           |
| 2011       | Ivan Stević       | Dmytro Kosyakov     | Dimitry Samokhvalov    |
| 2012       | Igor Boev         | Andi Bajc           | Viatcheslav Kouznetsov |
| 2013       | Vitaliy Buts      | Maxim Pokidov       | Yuriy Agarkov          |
| 2014       | Sergueï Lagoutine | Andris Smirnovs     | Māris Bogdanovičs      |
| Moscou Cup |                   |                     |                        |
| 2015       | Sergiy Lagkuti    | Denys Kostyuk       | Siarhei Papok          |